# Texto (film)
Pour les articles homonymes, voir Texto.
Pour plus de détails, voir Fiche technique et Distribution.
Texto (Текст) est un film russe réalisé par Klim Chipenko, sorti en 2019.
C'est l'adaptation du roman du même nom de Dmitri Gloukhovski paru en 2017 en Russie, et en 2019 en France.

## Synopsis
Ilia Goriounov, qui vient de passer sept ans en prison, décide de se venger de Piotr Khazine, le policier qui l'y a envoyé. Il en a l'occasion lorsqu’il se retrouve en possession du téléphone portable de celui-ci.

## Fiche technique
- Titre original : Текст
- Titre français : Texto
- Réalisation : Klim Chipenko
- Scénario : Dmitri Gloukhovski
- Costumes : Victoria Efimova-Shestakovskaya
- Photographie : Andreï Ivanov
- Montage : Tim Pavelko
- Musique : Ivan Burliaev et Dmitri Noskov
- Pays d'origine : Russie
- Format : Couleurs - 35 mm
- Genre : drame, thriller
- Durée : 132 minutes
- Date de sortie :
  -  Russie : 24 octobre 2019

## Distribution
- Alexandre Petrov (VF : Matteo Marchese) : Ilia Goriounov
- Ivan Yankovski (VF : Antoni Lo Presti) : Piotr Khazine
- Kristina Asmous : Nina
- Maxim Vinogradov (VF : Pierre Lebec) : Seryoga
- Sofia Ozerova : Vera
- Kirill Nagiev (VF : Brieuc Lemaire) : Gosha

## Distinctions

### Récompenses
- Festival du cinéma russe à Honfleur 2019 : prix du meilleur acteur pour Alexandre Petrov et Ivan Yankovski, et prix François Chalais du meilleur scénario[1].
- 18e cérémonie des Aigles d'or : meilleur film, meilleur acteur pour Alexandre Petrov, meilleur acteur dans un second rôle pour Ivan Yankovski et meilleur montage
- 33e cérémonie des Nika : meilleur scénario

### Nominations
- 18e cérémonie des Aigles d'or : meilleur réalisateur et meilleure musique